# Доменико Монегарио
Доменико Монегарио (на италиански: Domenico Monegario) е шестият дож на Венеция от 756 до 764 г.

## Биография
Той произлиза от Маламоко.
С помощта на лангобардския крал Дезидерий Монегарио е избран за дож на Венеция. Дават му се два трибуна, които отговарят за връзките с франките и Византия и се сменят годишно.
Венецианците развиват търговия с Византия. През 764 г. има заговор срещу Доменико Монегарио, той е свален от поста и ослепен.